# Harperocallis
Harperocallis là một chi thực vật có hoa trong họ Tofieldiaceae.